# جين سبورلوك
جين سبورلوك (بالإنجليزية: Jeanne Spurlock)‏ هي طبيبة نفسية وكاتِبة وبروفيسورة أمريكية، ولدت في 19 يوليو 1921 في ساندوسكي في الولايات المتحدة، وتوفيت في 25 نوفمبر 1999 في واشنطن العاصمة في الولايات المتحدة.